# Климовський спеціалізований патронний завод
55°22′43″ пн. ш. 37°32′55″ сх. д. / 55.37861° пн. ш. 37.54861° сх. д.
Климовський спеціалізований патронний завод (КСПЗ) (рос. Климовский специализированный патронный завод) — підприємство, що випускає боєприпаси і зброю, знаходиться в місті Климовське Московської області.

## Продукція

### Боєприпаси

#### Службові патрони
- 9 мм пістолетний патрон з кулею з пластмасової серцевиною СП-7
- 7,62 мм пістолетний патрон СП-4
- 9 мм пістолетний патрон СП-8
- 9 мм патрон з бронебійної кулею СП-6
- 9 мм снайперський патрон СП-5
- 7,62 мм патрон зразка 1943 р. 7,62x39 мм
- 9 мм пістолетний патрон 9х19 мм «Парабелум»
- 9 мм пістолетний патрон 9х17 мм «Курц»

#### Мисливськіпатрони
- 7,62 мм патрон мисливський FMJ з кулею 8 i 9 г
- 7,62 мм патрон мисливський HP з кулею 8 i 9 г
- 7,62 мм патрон мисливський SP з кулею 8 г

#### Малокаліберні патрони
- 5,6 мм гвинтівковий патрон "Рекорд"/"Рекорд-БІ"/"Темп"/"Стандарт"/"Стандарт-Л"/"Мисливець"/"Матч"/"Біатлон" .22 LR
- 5,6 мм укорочений пістолетний патрон "Темп-ПУ" .22 Short
- 5,6 мм пістолетний патрон "Темп" .22 LR

#### Індустріальні (будівельні) патрони
- 6,8 x11/18 індустріальний (будівельний) патрон

#### Травматичні патрони з гумовою кулею
- 9,0 мм Р.А. патрони "Тренувальні" (кінетична енергія 34 Дж)
- 9,0 мм Р.А. патрони "Забійні" (кінетична енергія 50 Дж)
- 9,0 мм Р.А. патрони "Забійні +" (кінетична енергія 80 Дж)

#### Пневматичні кулі
- 4,5 мм куля Діабло-1/ДЦ/ДЦ-М
- 5,5 мм куля ДЦ/ДЦ-М
- 6,35 мм куля «ДЦ-М»

### Зброя
- 9 мм РА травматичний пістолет Хорхе
- 4,5/5,5/6,35 мм пневматична гвинтівка попередньої накачки (PCP) Jäger

## Історія
Історія заводу почалася в 1936 році, коли недалеко від Подольська розгорнулося будівництво патронного заводу. Він був названий Новоподольськім, а 30 грудня того ж року отримав свій офіційний номер - 188.
Уже наприкінці 1930-х років Новоподольський завод освоїв повний цикл виробництва найбільш затребуваних в армії гвинтівкових 7,62 × 54R і пістолетних 7,62 × 25 боєприпасів. До 1941 року завод почав виготовляти піротехнічні склади і, крім цього, ще шість типів патронів калібрів 7,62 мм і 12,7 мм.
Крім того, в 1943 році на базі підприємства було створено Науково-дослідний інститут проектування патронів (НДІ-44). У роки війни підприємство не тільки не знизило обсяги виробництва, а, навпаки, збільшив випуск продукції в 19 разів. За досягнення у воєнні роки колектив заводу був нагороджений Орденом Вітчизняний війни 1 ступеня.
З 1960 року підприємство отримало нову назву - Климовський штампувальний завод (КШЗ). Тоді ж, у 1950-1960-і роки на заводі запустили експериментальне автоматизоване виробництво автоматних патронів 7,62 × 39 мм.
У 2000 році патрони з нікельованої гільзою були представлені на міжнародній збройової виставці IWA в Нюрнберзі, після чого було зроблено контракт на їх постачання за кордон. Пізніше завод приступив до виробництва шести модифікацій патронів 7,62 × 39 мм з біметалічною гільзою.
Приблизно у той же час з'являються спортивні пістолетні патрони марки КШЗ: 9 × 19 мм «Парабелум» і 9 × 18 «Макаров»; гвинтівкові мисливські патрони калібру 5,56 «Магнум», 5,56 × 45 типу .223 Remington, 7, 62 × 51 типу .308 Winchester; автоматний патрон зразка 1943 року з кулею підвищеної пробивальності. Ці патрони привернули до себе велику увагу іноземних покупців.
У 2001 році на базі ВАТ «КШЗ» було створено ЗАТ «Климовський спеціалізований патронний завод».
У 2006 році обсяг реалізованої продукції перевищив 1 млрд рублів. На підприємстві йде переоснащення і модернізація обладнання. Значні кошти вкладаються в закупівлю сучасного верстатного парку. На заводі створен науково-конструкторський технічний центр.
У 2008 році підприємству було присвоєно ім'я Юрія Володимировича Андропова.